# Indigofera ovina
Indigofera ovina är en ärtväxtart som beskrevs av William Henry Harvey. Indigofera ovina ingår i släktet indigosläktet, och familjen ärtväxter. Inga underarter finns listade i Catalogue of Life.